# Baicalasellus minutus
Baicalasellus minutus là một loài chân đều trong họ Asellidae. Loài này được Semenkevich miêu tả khoa học năm 1924.